# Budd (île)
Pour les articles homonymes, voir Budd.
Budd est une île indonésienne dans l'océan Pacifique. C'est une île frontalière d'Indonésie, limitrophe de Palaos. 